# Хутомир
Хутомир (укр. Хутомир) — село в Любешовской поселковой общине Камень-Каширского района Волынской области Украины.
До 2020 года входило в Любешовский район.
Код КОАТУУ — 0723182302. Население по переписи 2001 года составляет 187 человек. Почтовый индекс — 44242. Телефонный код — 3362. Занимает площадь 9,067 км².
Знаменитости: Пан Хан Микелув(Бугдан)